# Iehorivka, Odesa
Iehorivka (în ucraineană Єгорівка) este un sat în Comuna Dacine din raionul Odesa, regiunea Odesa, Ucraina.

## Demografie
Componența lingvistică a localității Iehorivka
     Ucraineană (87,64%)
     Rusă (10%)
     Română (1,23%)
     Alte limbi (1,12%)
Conform recensământului din 2001, majoritatea populației localității Iehorivka era vorbitoare de ucraineană (87,64%), existând în minoritate și vorbitori de rusă (10%) și română (1,23%).